# Dentalna medicina
Dentalna medicina skup je biomedicinskih znanja i vještina koja zahtijevaju visoke standarde akademskog obrazovanja u svrhu izobrazbe doktora dentalne medicine koji su osposobljeni za prevenciju, epidemiološko praćenje, dijagnostiku i liječenje bolesti zubi, usta i sluznice usne šupljine, te dalje stručno i znanstveno usavršavanje.
Dentalnu medicinu obavljaju doktori dentalne medicine i doktori dentalne medicine specijalisti nakon završenog studija dentalne medicine, položenoga stručnog ispita, odnosno specijalističkog ispita za rad u pojedinim specijalističkim strukama te ishođenja odobrenja za samostalan rad.
Dentalna medicina obuhvaća:
1. sprječavanje bolesti, dentalni zdravstveni odgoj i savjetovanje,
2. pregled kojim se utvrđuje postojanje ili nepostojanje bolesti zuba i usne šupljine, oštećenja ili anomalija,
3. procjenu stanja nakon pregleda pomoću stomatološko-medicinskih dijagnostičkih sredstava te liječenje i rehabilitaciju,
4. propisivanje lijekova, medicinskih proizvoda i pomagala,
5. izdavanje liječničkih uvjerenja, svjedodžbi, potvrda i mišljenja,
6. druge radnje sukladno općim i posebnim propisima.
U procesu donošenja odluka i izbora dijagnostike i odgovarajućeg liječenja doktor dentalne medicine je samostalan u postupanju sukladno znanstvenim saznanjima i stručno dokazanim metodama koje odgovaraju suvremenom standardu detnalne struke.
Doktor dentalne medicine obvezan je u obavljanju stomatološke djelatnosti osobito poštovati načela obavljanja dentalne djelatnosti.
Doktor dentalne medicine obvezan je suzdržavati se od svake aktivnosti koja nije spojiva s ugledom, dostojanstvom i neovisnošću dentalne djelatnosti.
Pružanjem dentalne zaštite kao zanimanjem smiju se baviti samo doktori dentalne medicine.
Hrvatska komora dentalne medicine ovlaštena je i obvezna poduzimati postupke u slučaju neovlaštenog pružanja dentalne pomoći.

## Vanjske poveznice
Mrežna mjesta
- Hrvatska komora dentalne medicine